# HG Norderstedt
Die Handballgemeinschaft Norderstedt ist ein Handballverein aus Norderstedt in Schleswig-Holstein. Sie entstand als Zusammenschluss der Handballsparten der vier Vereine TuRa Harksheide, Glashütter SV, 1. SC Norderstedt und des SV Friedrichsgabe und wurde am 4. Mai 1987 gegründet. Zweck des Vereins ist die Pflege und Förderung des Handballsports.
Mit ca. 800 Mitgliedern ist die HG Norderstedt nach eigenen Angaben der größte Handballverein in Norderstedt und gehört zu den größten Handballvereinen in Deutschland.

## Männermannschaften
Die erste Mannschaft der HG Norderstedt spielte in der Vergangenheit mehrere Jahre (von 1993 bis 1998 sowie in den Spielzeiten 2001/02 und 2008/09) in der Handball-Regionalliga. Die bisher größten Vereinserfolge waren die Teilnahme der dritten bzw. zweiten Mannschaft an der Hauptrunde des DHB-Pokals 2004 (Trainerin: Sandra Petters) und 2005.
Am Ende der Saison 2012/13 stieg die erste Mannschaft aus der Oberliga Hamburg – Schleswig-Holstein ab. Seit der Saison 2013/14 tritt die HGN im Erwachsenenbereich gemeinsam mit dem Norderstedter SV mit insgesamt zehn Mannschaften als Handball-Team Norderstedt an. Das HT Norderstedt spielte in der Hauptrunde des DHB-Pokals 2014, wo man in der ersten Runde dem Bundesligisten SC Magdeburg mit 26:45 unterlag.

## Frauenmannschaften
Derzeit gibt es fünf Erwachsenenmannschaften der HG Norderstedt, die erste Mannschaft spielt in der Saison 2013/14 in der Hamburg-Liga. Im Jugendbereich gründete die HGN mit dem  SC Alstertal-Langenhorn zur Saison 2010/11 die Jugendspielgemeinschaft (JSG) Alstertal/Norderstedt, in der derzeit dreizehn Mannschaften von der A- bis zur E-Jugend antreten.